# Nathan F. Twining
Pour les articles homonymes, voir Twining.
Nathan Farragut Twining, né le 11 octobre 1897, mort le 29 mars 1982, est un général américain. Il a été chef d'état-major de l'US Air Force de 1953 à 1957, avant d'être le premier général de l'Air Force à être nommé Chef d'État-Major des armées de 1957 à 1960.

## Biographie
Twining est issu d'une grande lignée militaire. Ses ancêtres servaient déjà dans l'armée de terre et la marine américaine depuis l'époque des guerres indiennes. Lorsqu'éclate la Première Guerre mondiale, il s'engage dans l'armée et rentre à West Point. Comme la formation est accélérée pour permettre de former plus d'officiers en vue de les envoyer au front, il n'y passe que deux ans, et obtient son diplôme en 1919. Il rejoint alors l'infanterie où il reste trois années, avant d'être transféré au service de l'air, en 1922.
Il passe les quinze années suivantes à voler sur des chasseurs au Texas, en Louisiane et à Hawaii, tout en suivant les formations de l'école tactique de l'air — Air Corps Tactical School — et du collège de l'état-major : le Command and General Staff College.
Au moment de l'entrée en guerre des États-Unis pour le 2d conflit mondial, il occupe un poste à la division des opérations du service de l'air. En 1942, il est envoyé dans le Pacifique sud où il devient chef des forces aériennes alliées du secteur. En janvier 1943, il prend le commandement de la 13th USAAF, avant d'être envoyé en Europe pour prendre la tête de la 15th USAAF en  novembre 1943, en remplacement de James H. Doolittle.
Lorsque l'Allemagne nazie capitule, le général Arnold le renvoie dans le Pacifique où il dirige les B-29 de la 20th USAAF. Cependant, il y reste peu de temps, puisque le Japon capitule début septembre 1945.
Il retourne aux États-Unis où il est nommé chef du matériel de l'air — Air Material Command —, avant de prendre, en 1947, la direction de la région aérienne de l'Alaska : the Alaskan Air Command.
Après trois ans à ce poste, il est sur le point de prendre sa retraite avec son grade de « lieutenant général » lorsque Muir Fairchild (en), l'adjoint du chef d'état-major, meurt subitement d'une crise cardiaque en 1950. Twining est alors appelé à le remplacer ; il est simultanément promu General. Au milieu de l'année 1953, Hoyt Vandenberg prend sa retraite et Twining devient chef d'état-major de l'US Air Force, poste qu'il occupe jusqu'en 1957, année où il devient le premier général de l'Air Force à être nommé chef d'État-Major des armées : il exerce cette fonction jusqu'en 1960.
Nathan Farragut Twining meurt en 1982.

## Dates de grade

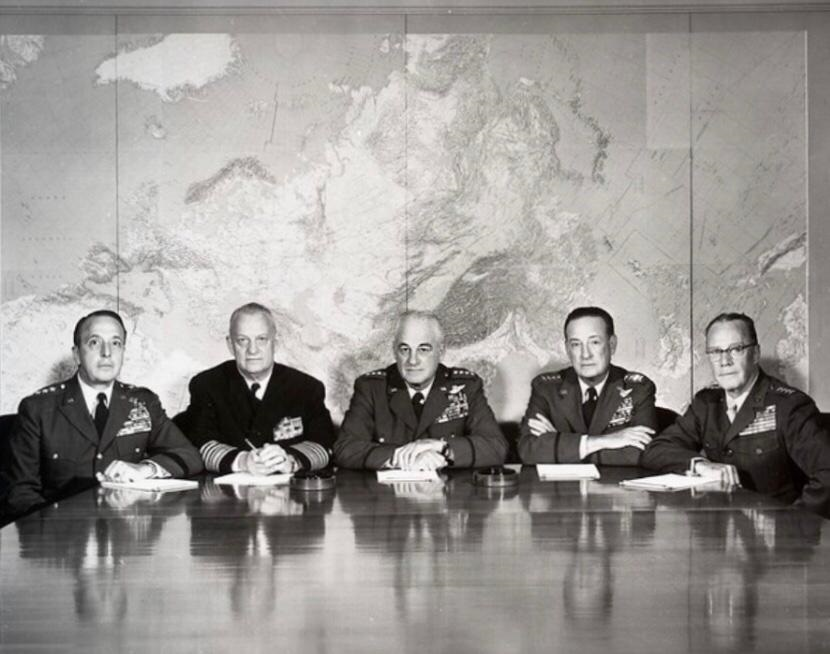
Chairman of the Joint Chiefs of Staff Le général Nathan F. Twining et les autres membres de l'état-major interarmées au Pentagone, le 15 janvier 1959.

| Insigne                            | Rang               | Composante                                    | Date                                                                                  |
| ---------------------------------- | ------------------ | --------------------------------------------- | ------------------------------------------------------------------------------------- |
| Aucun                              | Private            | Oregon National Guard                         | 1915                                                                                  |
|                                    | Corporal           | Oregon National Guard                         | 19 juin 1916                                                                          |
|                                    | Sergeant           | Oregon National Guard                         | 25 mars 1917                                                                          |
|                                    | First sergeant     | Oregon National Guard                         | 1917                                                                                  |
| Aucun                              | Cadet              | United States Military Academy                | 14 juin 1917                                                                          |
| Pas d'insigne d'épingle à l'époque | Second lieutenant  | National Army                                 | 1er novembre 1918                                                                     |
|                                    | First lieutenant   | National Army                                 | 1er janvier 1920                                                                      |
|                                    | Second lieutenant  | Regular Army                                  | 15 décembre 1922                                                                      |
|                                    | First lieutenant   | Regular Army                                  | 20 novembre 1923                                                                      |
|                                    | First lieutenant   | Regular Army (United States Army Air Service) | 16 novembre 1926 (transfert)                                                          |
|                                    | Captain            | Regular Army (United States Army Air Corps)   | 20 avril 1935 (temporaire) 1er août 1935 (permanent)                                  |
|                                    | Major              | Regular Army (United States Army Air Corps)   | 1er septembre (accepté le 7 septembre) 1938 (temporaire) 1er juillet 1940 (permanent) |
|                                    | Lieutenant colonel | Army of the United States                     | 15 septembre (accepté le 22 septembre) 1941                                           |
|                                    | Colonel            | Army of the United States                     | 1er février 1942                                                                      |
|                                    | Brigadier general  | Army of the United States                     | 17 juin 1942                                                                          |
|                                    | Lieutenant colonel | Regular Army (United States Army Air Forces)  | 15 juillet (accepté le 22 juillet) 1941 (temporaire) 11 décembre 1942 (permanent)     |
|                                    | Major general      | Army of the United States                     | 5 février 1943                                                                        |
|                                    | Lieutenant general | Army of the United States                     | 5 juin 1945                                                                           |
|                                    | Brigadier general  | Regular Army (United States Army Air Forces)  | 18 juillet 1946                                                                       |
|                                    | Major general      | United States Air Force                       | 19 février 1948                                                                       |
|                                    | General            | United States Air Force                       | 10 octobre 1950 (temporaire) 30 juin 1953 (permanent)                                 |

Source,,:

## Récompenses et décorations
Le général Twining était titulaire des qualifications de pilote commandant et d'observateur d'aéronefs. En outre, le général Twining a reçu de nombreuses décorations personnelles de l'armée américaine et de pays étrangers.

### Décorations américaines
|  | US Army Air Forces Command Pilot Badge     |
|  | US Army Air Forces Aircraft Observer Badge |

| Bronze oak leaf cluster · Width-44 white ribbon with width-10 scarlet stripes at edges, separated from the white by width-2 ultramarine blue stripes.                                                                        | Army Distinguished Service Medal avec grappe de feuilles de chêne bronze                         |
| Navy blue ribbon with central gold stripe | Navy Distinguished Service Medal                                                                 |
| Bronze oak leaf cluster · Width-44 crimson ribbon with a pair of width-2 white stripes on the edges | Legion of Merit avec grappe de feuilles de chêne bronze                                          |
| | Distinguished Flying Cross                                                                       |
| Width-44 scarlet ribbon with width-4 ultramarine blue stripe at center, surrounded by width-1 white stripes. Width-1 white stripes are at the edges.                                                                         | Bronze Star Medal                                                                                |
| Bronze oak leaf cluster | Air Medal avec grappe de feuilles de chêne en bronze                                             |
| Width-44 myrtle green ribbon with width-3 white stripes at the edges and five width-1 stripes down the center; the central white stripes are width-2 apart                                                                   | Army Commendation Medal                                                                          |
| | Mexican Border Service Medal                                                                     |
| Rainbow ribbon with violet at the outer edges and going down the spectrum to red in the center | World War I Victory Medal                                                                        |
| | Army of Occupation of Germany Medal                                                              |
| | American Defense Service Medal                                                                   |
| | American Campaign Medal                                                                          |
| Silver star · Bronze star · Bronze star · Bronze star · Bronze star · Width-44 yellow ribbon with central width-4 Old Glory blue-white-scarlet stripe. At distance 6 from the edges are width-6 white-scarlet-white stripes. | Asiatic-Pacific Campaign Medal avec l'argent et quatre étoiles de service de bronze              |
| Silver star · Bronze star | European-African-Middle Eastern Campaign Medal avec des étoiles de service d'argent et de bronze |
| | World War II Victory Medal                                                                       |
| | Army of Occupation Medal                                                                         |
| Width=44 scarlet ribbon with a central width-4 golden yellow stripe, flanked by pairs of width-1 scarlet, white, Old Glory blue, and white stripes                                                                           | National Defense Service Medal                                                                   |

### Décorations étrangères
|  | Chevalier commandeur de l'Ordre de l'Empire britannique (Royaume-Uni)      |
|  | Commandeur de l'Ordre national de la Légion d'honneur (France)             |
|  | Commandeur de l'Ordre national du Mérite (France)                          |
|  | Commandeur de l'Ordre national de la Légion d'honneur (France)             |
|  | Croix en argent avec épées de l'Ordre du Phénix (Grèce)                    |
|  | Ordre de l'étoile des Partisans avec couronne d'or (grade I) (Yougoslavie) |
|  | Croix du Mérite en or avec épées (Pologne)                                 |
|  | Chevalier de Grand-Croix de l'Ordre militaire d'Italie (Italie)            |
|  | Chevalier grand-cordon de l'Ordre de l'Éléphant blanc (Thaïlande)          |
|  | "Gukseon" de l'Ordre du Mérite de la sécurité nationale (Corée du Sud)     |
|  | "Taeguk" de l'Ordre du Mérite militaire (Corée du Sud)                     |
|  | Grand-Croix de l'Ordre du Mérite égyptien (Égypte)                         |
|  | Croix de Guerre avec une palme d'argent (France)                           |
|  | Croix de l'aviation (première classe) (République du Pérou)                |

### Honneurs
- National Aviation Hall of Fame (1996)[6]
- Un parc municipal à Monroe, dans le Wisconsin, ville natale de Twining, et une école élémentaire sur la base de l'armée de l'air à Grand Forks, dans le Dakota du Nord, portent son nom.
- Il a donné son nom à un vaste observatoire d'astronomie amateur situé dans la région rurale du Nouveau-Mexique[7].